# Stary cmentarz żydowski w Olkuszu
Stary cmentarz żydowski w Olkuszu – kirkut znajdujący się w Olkuszu.
Cmentarz został założony po 1584. Znajduje się przy ul. Kolorowej. Ma powierzchnię 0,5 ha. Podczas II wojny światowej uległ dewastacji – macewy wykorzystano do prac budowlanych na terenie miasta. Proces dewastacji był kontynuowany w okresie PRL wskutek czego na początku lat 90. XX wieku stwierdzono istnienie jedynie siedmiu nagrobków. W 2006 na kirkucie umieszczono około trzydziestu odzyskanych nagrobków. W 2008 przez cmentarz poprowadzono nową drogę. W kwietniu 2013 pracownicy olkuskich wodociągów w czasie prac budowlanych zdewastowali cmentarz. Sprawa trafiła do prokuratury.

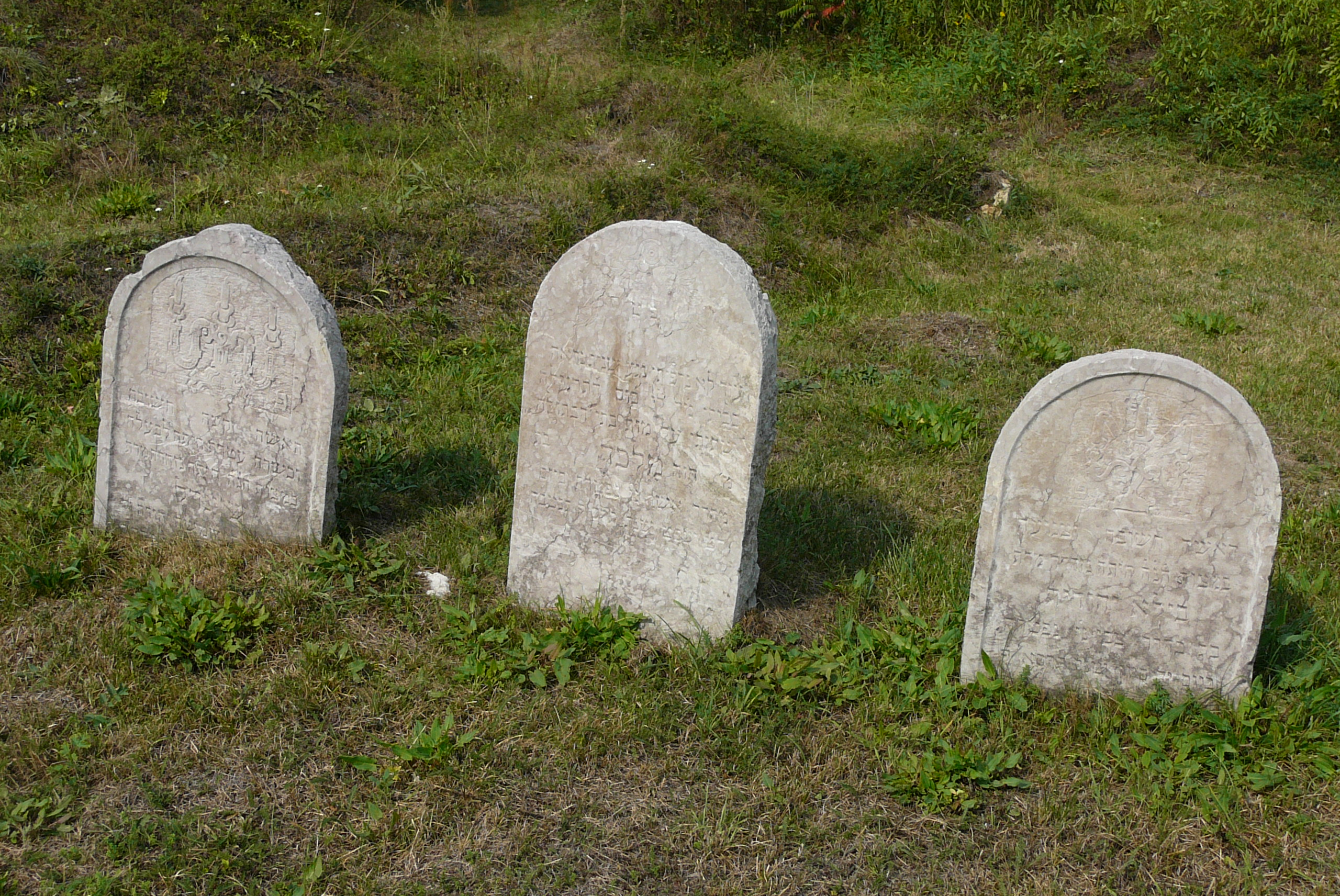
Macewy